# Jean-Louis Bédouin
Jean-Louis Bédouin (* 1929 in Neuilly-sur-Seine, Département Hauts-de-Seine; † 2. Oktober 1996 in Paris) war ein französischer Schriftsteller und Literaturkritiker.

## Leben
Bédouin begann schon früh mit literarischen Arbeiten. Durch seine Bekanntschaft mit Gérard Jarlot und Paul Revel kam er u. a. mit dem Surrealismus in Berührung und begann dieser Richtung treu zu bleiben. Daneben konnte er sich mit der Zeit auch einen Namen als Literaturkritiker machen.
Am 6. September 1960 gehörte Bédouin zu den Unterzeichnern des Manifests der 121.
Jean-Louis Bédouin starb am 2. Oktober 1996 in Paris und fand dort auch seine letzte Ruhestätte.

## Werke (Auswahl)

### Autor
Aufsätze
- La constellation André Breton. In: L’Œuf sauvage, Bd. 1 (1991), Herbst, ISSN 1163-667X
- René Moreu. In: L’Œuf sauvage, Bd. 5 (1992), Herbst, ISSN 1163-667X
- L’abbé Fouré. In: L’Œuf sauvage, Bd. 8 (1993), Herbst, ISSN 1163-667X
- Les Kachinas. In: L’Œuf sauvage, Bd. 9 (1994), Herbst, ISSN 1163-667X

Gedichte
- Libre espace. Paris 1967.
- L'arbre descend du singe. Paris 1975.
- L'épaule du large. Paris 1992.
- Libre espace et autres poèmes (Les archipels du surréalisme). Édition Syllepse, Paris 1998.

Sachbücher
- Noir d'ivoire. La guilde du livre, Paris 1950.
- Les masques. PUF, Paris 1961.
- Vingt ans de surréalisme. Denoël, Paris 1961.
- La poésie surréaliste. Seghers, Paris 1964.

### Herausgeber
- André Breton (Poètes d'aujourd'hui; Bd. 18). Seghers, Paris 1950.
- Benjamin Péret (Poètes d'Aujourd'hui; Bd. 78). Seghers, Paris 1961.
- Victor Segalen (Poètes d'aujourd'hui; Bd. 102). Seghers, Paris 1973